# Stijgijzer

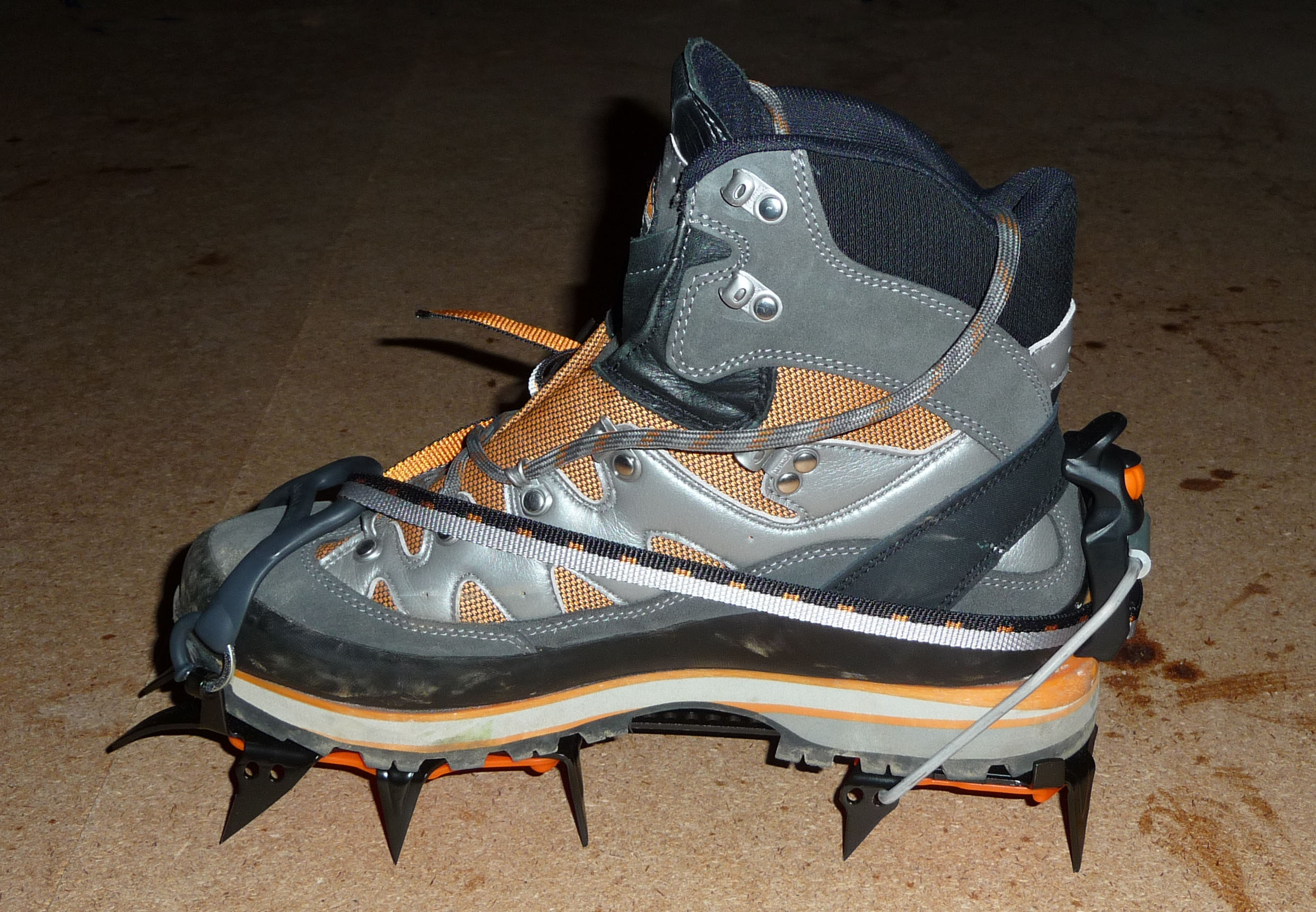
Bergschoen met ondergebonden crampon

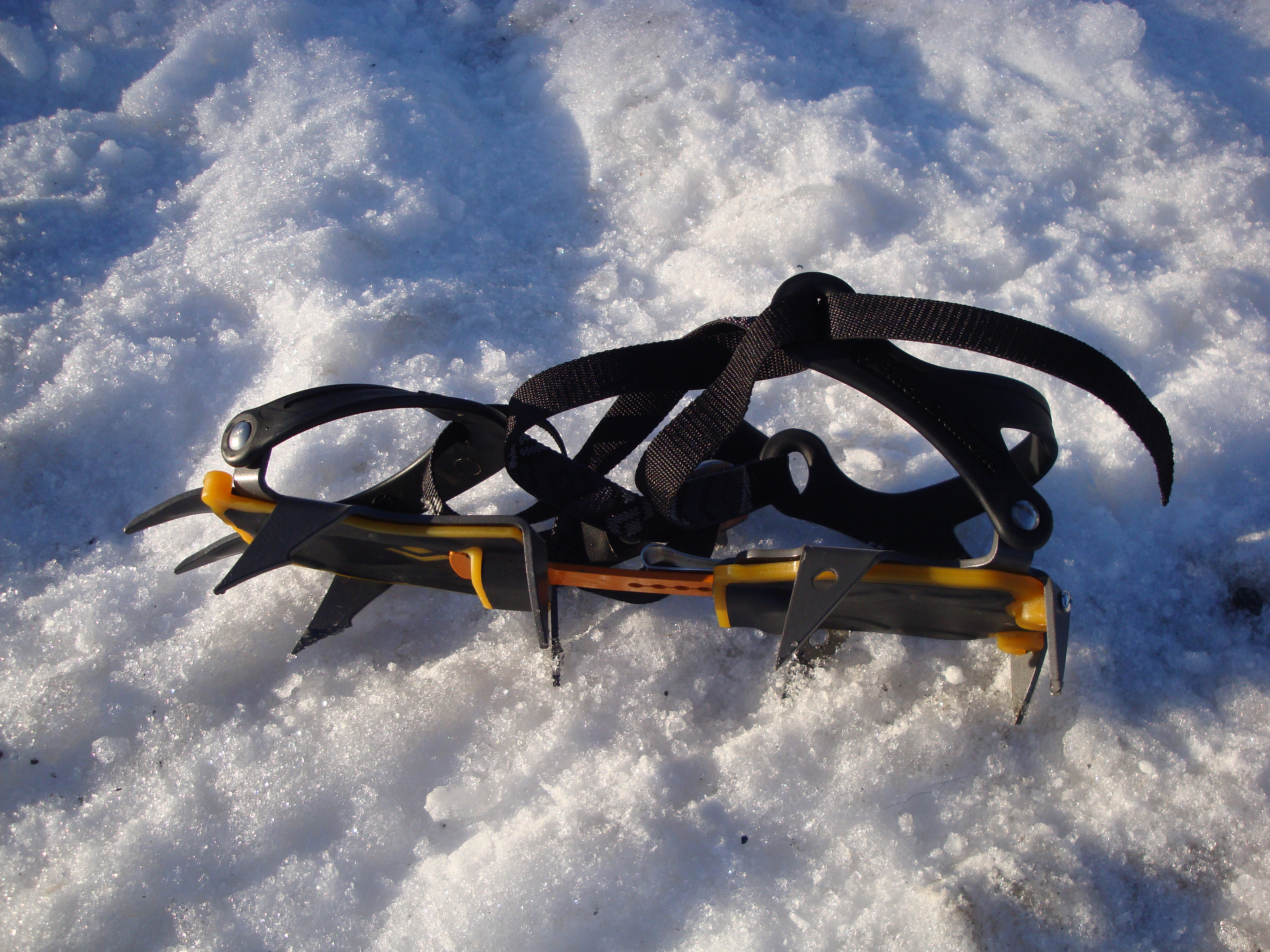
Losse crampon in de sneeuw

Een stijgijzer of crampon is een stuk uitrusting dat gebruikt wordt bij ijsklimmen en bergwandelen. In dat laatste geval worden stijgijzers voornamelijk in de winter en/of in het hooggebergte gebruikt, als er over veel sneeuw en ijs gelopen wordt. Een stijgijzer is een hulpstuk dat bestaat uit scherpe metalen punten en dat onder de schoenen bevestigd kan worden om zo de grip op glad terrein te vergroten. 
Er bestaan verschillende soorten crampons, gemaakt voor verschillende activiteiten en types schoenen. Ook zijn er crampons speciaal voor ski's, waarmee een helling beklommen kan worden alvorens naar beneden te skiën. 

## Geschiedenis
Stijgijzers zijn in 1908 uitgevonden door Oscar Eckenstein. De eerste stijgijzers hadden tien punten. Zijn uitvinding riep niet veel enthousiasme op, en werd zelfs onsportief genoemd ten opzichte van de bergsport. Desalniettemin hielpen deze stijgijzers bij het bedwingen van het merendeel van de grote noordelijke hellingen, tot dan toe onmogelijk. 
In 1932 laat de Franse alpinist Laurent Grivel twee punten toevoegen aan de voorkant van zijn crampons. Deze twee punten stellen de klimmers in staat zeer steile of zelfs verticale ijshellingen te bedwingen. 
In de jaren 2000 verschijnen crampons met slechts een vooruitstekende punt aan de voorkant die het ijs minder uit elkaar doen spatten.

## Pinnen
De belangrijkste kenmerk van het stijgijzer zijn de pinnen of scherpe punten die de grip op sneeuw of ijs vergroten. 
De doorsnee crampon voor bergwandelen heeft tien of twaalf scherpe punten. Deze zijn doorgaans van staal gemaakt. In oudere modellen steken alle pinnen recht naar beneden, wat voor een goed grip op een ijs- of sneeuwvlakte zorgt. In nieuwere modellen steken de voorste pinnen meer horizontaal uit, zodat ze meer grip geven op een met sneeuw of ijs bedekte helling en dus beter geschikt zijn voor wandelingen met aanmerkelijke hoogteverschillen en over gletsjers. Ook zijn in nieuwere modellen de (verticale) pinnen onder de hak langer voor een betere grip tijdens afdalingen.
Er bestaan simpelere varianten met slechts acht pinnen. Deze zijn bedoeld voor vlak terrein en kunnen in plaats van staal ook van aluminium zijn gemaakt. In de strikte zin van het woord kunnen dit dus geen stijgijzers worden genoemd. Het voordeel van deze crampons is het beperkte gewicht. Vaak zijn dit crampons die alleen onder het voorste gedeelte van de wandelschoen kunnen worden bevestigd. 
Stijgijzers voor ijsklimmen hebben dertien of veertien punten. Het belangrijkste verschil met de stijgijzers voor wandelen zijn de voorste pinnen, speciaal ontworpen om grip op het ijs te krijgen tijdens het klimmen. Afhankelijk van de soort beklimming kunnen deze punten horizontaal of verticaal zijn ten opzichte van de zool van de schoen. Horizontale pinnen geven beter grip op een verticale ijswand (een bevroren waterval bijvoorbeeld), terwijl verticale pinnen meer grip geven in kleine breuklijnen in het ijs. De eerste modellen hadden twee pinnen speciaal voor klimmen, waardoor deze stijgijzers in totaal veertien pinnen hadden. Later zijn er ook crampons ontwikkeld met maar een punt aan de voorkant, zodat het ijs minder beschadigd raakt wat de klimmer meer zekerheid geeft. De voorste punten hebben vaak gekartelde randen om zich beter vast te zetten in het ijs, en op bepaalde modellen kunnen ze vervangen worden. 
Het is in alle gevallen belangrijk de punten op het stijgijzer te laten slijpen als ze (te) bot zijn geworden door gebruik. 
Tussen de pinnen, dus onder de schoenzool, hebben betere crampons plastieken plaatjes die voorkomen dat sneeuw er zich samenhoopt. Deze plaatjes kunnen eventueel later aan worden gebracht in stijgijzers die deze niet in de standaarduitvoering hebben. 

## Materiaal
Zoals hierboven gezien zijn de meeste crampons van staal gemaakt, en in sommige gevallen van roestvrij staal. Dit zijn de stevigste crampons. Stalen stijgijzers kunnen ook worden gebruikt op een gemixt ijs/sneeuw en rotsachtig terrein. Stijgijzers van aluminium zijn minder stevig en verslijten sneller, maar wegen minder. Aluminium crampons zijn niet geschikt voor gebruik op een gemixt terrein, doordat ze op de rotsachtige stukken te veel beschadigd raken. Aluminium stijgijzers worden vaak gebruikt in combinatie met ski's. 

## Bevestiging
Er bestaan drie verschillende manieren waarop crampons aan de schoen bevestigd kunnen worden. Om te beginnen zijn er de crampons die met riempjes of banden ondergebonden kunnen worden. Deze crampons kunnen op zowel semi-rigide als op rigide wandelschoenen gebruikt worden. Dit type stijgijzer is bedoeld voor bergwandelingen over zowel vlak terrein als hellingen. Deze manier van bevestigen komt het meeste voor.
Daarnaast zijn er stijgijzers die aan de schoenen vastgeklikt kunnen worden. Dit is de veiligste en stevigste manier van bevestigen. Deze crampons kunnen enkel gebruikt worden op rigide schoenen, waarvan de zolen niet buigzaam zijn en die speciale inkepingen hebben aan de voor- en achterkant om de stijgijzers in vast te klikken. Deze stijgijzers zijn bedoeld voor technischere bergwandelingen of ijsklimmen. 
Tussen deze beide varianten in, is er de hybride bevestiging. Deze wordt aan de hak in de schoen geklikt, maar aan de voorkant om de schoen heengebonden. Het gebruik van dit soort stijgijzers is voornamelijk bedoeld voor gematigde en technischere bergwandelingen over steile hellingen.